# Fissidens limbinervis
Fissidens limbinervis är en bladmossart som beskrevs av Bruggeman-nannenga och Iwatsuki 1981. Fissidens limbinervis ingår i släktet fickmossor, och familjen Fissidentaceae. Inga underarter finns listade i Catalogue of Life.